# Den Tana
Dobrivoje Tanasijević, poznatiji kao Den Tana (Čibutkovica, 25. maj 1935 — Beograd, 16. avgust 2025) bio je američki ugostitelj, sportski radnik, filmski glumac i producent rodom iz Srbije.

## Biografija
Rođen je u Čibutkovici, ali je odrastao u Beogradu gde mu je otac, takođe ugostitelj, bio uhapšen, a imovina nacionalizovana od strane poratnih komunističkih vlasti. Sa 12 godina je počeo da igra fudbal, a kasnije je nastupao za FK Crvena Zvezda. Godine 1952. je za vreme gostovanja u Belgiji uzeo politički azil. Jedno vreme je tamo igrao fudbal, zatim u Nemačkoj u Hanoveru, pa u Kanadi, da bi u SAD došao 1954. godine u jedan američko-jugoslovenski tim u San Pedru. Den je pohađao i glumačku školu Džefa Korija u Malibuu, "da bi naučio engleski". Imao je manje uloge u filmovima "The Enemy Below", "Rin Tin Tin", "Peter Gun" i "The Untouchables". Tamo su ga zapazili filmski producenti i dali mu nekoliko sporednih uloga u filmovima. Posle je svoja iskustva iskoristio kako bi producirao nekoliko jugoslovenskih filmova.
Bio je na čelu FK Crvena zvezda, prvo kao vršilac dužnosti predsednika od 2. septembra 2008. godine, a potom i kao prvi čovek kluba od 13. novembra 2008. godine do 23. aprila 2009. kada je podneo ostavku.